# Phausis dorothae
Phausis dorothae är en skalbaggsart som beskrevs av Fender in Hatch 1962. Phausis dorothae ingår i släktet Phausis och familjen lysmaskar. Inga underarter finns listade i Catalogue of Life.